# 贵阳铁角蕨
贵阳铁角蕨（学名：Asplenium interjectum）为铁角蕨科铁角蕨属下的一个种。

## 扩展阅读
- 維基物種上的相關：贵阳铁角蕨